# Delthuizen
Delthuizen was een gehucht in Eemsmond in Nederland.
Het lag in de voormalige gemeente Kantens aan de Delthe (Usquerdermaar), zeer geïsoleerd aan een doodlopende weg vanaf de weg van Rottum naar Stitswerd. Het gehucht bestond uit een in 1875 gesticht tichelwerk en een tweetal huizen, waarvan er een ook dienstdeed als café. Bij het gehucht bevond zich ook een overzet naar Warffum, wellicht via Zuiderhorn. Het tichelwerk groeide uit tot de stoomsteenfabriek Delthuizen. Er werkten ook Lipskers (Duitse seizoenarbeiders).
In 1915 werd de steenfabriek gesloten en vervolgens afgebroken. De schoorsteen bleef nog een aantal jaren staan, alvorens ook deze middels houtvuur zo te verhitten dat deze instabiel werd en ook instortte. In 1941 werd het Delthuizervoetpad onttrokken aan het openbare verkeer. In de jaren 1950 werden ook de beide huizen afgebroken. In een van deze huizen, -een keuterijtje-, woonde Jan Boer tijdens zijn jeugd. Het fabrieksterrein werd geëgaliseerd en de weg naar de plek werd weggehaald, zodat er nu niets meer herinnert aan de plek.
Jan Boer schreef later naar aanleiding van een bezoek aan deze plek:
Roar, as ie noa laange joaren 't ol stee zuiken, doar ie joen kienertied deurbrocht hemmen, en doar staait niks meer. 't Haile gehucht is verswonnen, schoon oetleefd en oproemd, zoas dat ook mit minsken gaait.